# Зульфікар

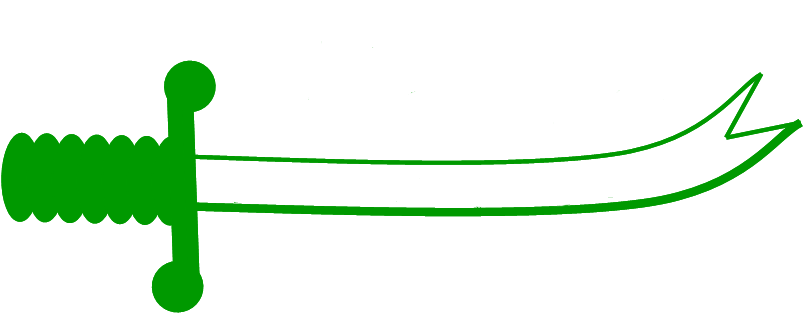
Символічне зображення меча Зульфікара

Зульфікар (араб. ذو الفقار) — назва меча пророка Мухаммеда, який пізніше перейшов до його двоюрідного брата і зятя Алі ібн Абу Таліба.
Один із знаменитих мечів доісламської Аравії, що належав до Мухаммеда мекканцю Мунаббіху ібн Хаджжаджу. Мухаммед взяв його під час розподілу трофеїв, захоплених у битві при Бадрі.

Існують різні думки щодо форми Зульфікара, найчастіше його зображують з роздвоєним лезом.

Після смерті Мухаммеда меч перейшов до четвертого «праведного халіфа» Алі ібн Абу Таліба.

В легендах Зульфікар часто наділяється магічною силою і чарівними властивостями. За народними середньоазійськими легендами, коли Алі не воював, він залишав Зульфікар висіти у повітрі, просто підкидаючи його, а у потрібну хвилину меч у чудесний спосіб опинявся у нього в руці. Вважалося, що чарівний Зульфікар захищає кордони мусульманського світу від ворогів.